# 日本郵趣出版
株式会社日本郵趣出版（にほんゆうしゅしゅっぱん）とは、郵趣を専門とした出版社。
月刊誌『郵趣』、月刊誌『スタンプマガジン』、隔月刊誌『郵趣研究』 などの雑誌を編集している他、切手カタログ、切手専門、切手書籍などを出版している。
公益財団法人日本郵趣協会の出版部門として、JPSグループに属する。

## 歴史
- 1971年 - 日本郵趣協会の出版部門として分離・独立。
- 1984年 - 株式会社化。

## 雑誌
- 郵趣（1945年創刊）
- 郵趣研究（1992年創刊）
- スタンプマガジン（1972年創刊）1974年12月号から「スタンプクラブ」に改名。1985年4月号から再び「スタンプマガジン」に、内容を一般向けに変更。購読を会員制に。
- 郵趣ウィークリー（1972年創刊）

（かつて発行していた雑誌、小冊子）
- フィラテリスト
- 日本フィラテリー
- トピカル郵趣
- ふいぶる
- 少年切手クラブ
- Philately in Japan

## カタログ
- さくら日本切手カタログ
- 日本切手専門カタログ
  - Vol.1 戦前編
  - Vol.2 戦後編
  - Vol.3 日本関連地域編
- ビジュアル日本切手カタログ
  - Vol.1 記念切手編 1894-2000
  - Vol.2 ふるさと・公園・沖縄切手編
  - Vol.3 年賀・グリーティング切手編
  - Vol.4 普通切手編
  - Vol.5 記念切手編2001-2016
- テーマ別日本切手カタログ
  - Vol.1 花切手編
- 外国切手カタログ
  - 新中国切手（1949年10月1日中華人民共和国成立以降、中国香港、中国マカオ）
    - 2015年版以降、中国香港、中国マカオは隔年での掲載（2015年版は中国香港を掲載）

  - 中国解放区郵票図鑑（1930年から1950年初め）
  - 旧中国切手カタログ
  - 台湾切手、イギリス切手、スイス・オーストリア切手、韓国切手、アメリカ切手、ドイツ切手、フランス切手、スウェーデン切手

## シリーズ書籍
- 日専を読み解くシリーズ
- 郵趣モノグラフ・シリーズ
- 解説・戦後記念切手シリーズ
  - 濫造・濫発の時代、ビードロ・写楽の時代、切手バブルの時代、一億総切手狂の時代

## 常備書籍
- 世界・切手国めぐり
- 新・世界切手地図
- 切手ワンダーランド
- デザイン別切手収集大百科
- 風景スタンプ集

## 漫画「スタンプくん」
- 昭和末期に「スタンプクラブ」（上記）で連載されていた、寺尾知文の切手趣味漫画。1978年に漫画の一部をうんちくごとに掲載した「切手マンガ・スタンプくんの切手教室」として単行本が発刊。
- スタンプ　眼鏡をかけている主人公の少年。切手に関しての知識ではかなりのものであり、切手趣味を始めた和男や友子に切手収集に関するレクチャーをする。
- 和男（かずお）　スタンプの同級生。スタンプの受け売りで「自分は切手収集家です」とアピール。
- 友子（ともこ）　スタンプの同級生。和男に次いで切手に興味を持った。